# Abengibre
Abengibre là một đô thị ở Albacete, Castile-La Mancha, Tây Ban Nha. Đô thị này có 965 dân (thống kê năm 2007), mật độ dân số 31,33 người/km². Abengibre nằm ở độ cao 637 m và cách Albacete 45 km. Diện tích của đô thị này là 30,8 km². Mã số bưu chính là 02250, điện thoại có đầu là (+34) 967 47 ** ** 
Abengibre giáp: Jorquera (Albacete), La Recueja (Albacete), Casas-Ibáñez (Albacete) và Fuentealbilla (Albacete)